# A Great Day in Harlem
A Great Day in Harlem (Un Dia Gran a Harlem) o Harlem 1958 és un retrat en blanc i negre de l'any 1958 d'un grup de 57 notables músics de jazz, fotografiats davant d'una casa (brownstone) a Harlem, a la ciutat de Nova York. Aquest fotografia és reconeguda com una de les imatges més importants per a l'estudi de la història de la música de jazz.
Art Kane, un fotògraf freelance que treballava per la revista Esquire, va prendre la fotografia cap a les 10 del matí del 12 d'agost, l'estiu de 1958. Els músics s'havien reunit a 17 Est del carrer 126, entre la Cinquena Avinguda i Madison, a Harlem. Esquire Va publicar la foto en el seu número de gener de 1959. Kane la va definir com "la fotografia més gran que mai s'hagi pres d'aquella era de músics",
El 2018, només dos dels 57 músics que hi van participar son encara vius (Benny Golson i Sonny Rollins).

## Músics presents
| - Red Allen - Buster Bailey - Count Basie - Emmett Berry - Art Blakey - Lawrence Brown - Scoville Browne - Buck Clayton - Bill Crump - Vic Dickenson - Roy Eldridge - Art Farmer | - Bud Freeman - Dizzy Gillespie - Tyree Glenn - Benny Golson - Sonny Greer - Johnny Griffin - Gigi Gryce - Coleman Hawkins - J.C. Heard - Jay C. Higginbotham - Milt Hinton - Chubby Jackson | - Hilton Jefferson - Osie Johnson - Hank Jones - Jo Jones - Jimmy Jones - Taft Jordan - Max Kaminsky - Gene Krupa - Eddie Locke - Marian McPartland - Charles Mingus - Miff Mole | - Thelonious Monk - Gerry Mulligan - Oscar Pettiford - Rudy Powell - Luckey Roberts - Sonny Rollins - Jimmy Rushing - Pee Wee Russell - Sahib Shihab - Horace Silver - Zutty Singleton - Stuff Smith | - Rex Stewart - Maxine Sullivan - Joe Thomas - Wilbur Ware - Dickie Wells - George Wettling - Ernie Wilkins - Mary Lou Williams - Lester Young |

## Nens presents
Count Basie, cansat d'esperar, es va asseure a la vorera, i el van seguir a poc a poc una dotzena de nens. La majoria dels nens eren residents al veïnet, tot i que Taft Jordan Jr., el segon nen des de la dreta, hi anava acompanyant el seu pare, Taft Jordan, a la sessió de fotografia. L'equip de producció de la fotografia ja tenia el problema de dirigir els adults, i la presència dels més petits va afegir-hi caos: un dels nens que apareixen en la finestra va estar cridant el seu germà, a la vorera; un altre va estar jugant amb el barret de Basie; Taft Jordan Jr. va estar barallant-se amb el nen més gran assegut a la seva esquerra . Finalment, Art Kane va adonar-se que qualsevol intent d'anar més enllà d'organitzar la fotografia seria en va, i va decidir tirar-la endavant.

## Pel·lícula
Jean Bach, un productor radiofònic de Nova York, va explicar la història de la fotografia el 1994 amb la pel·lícula documental Un Dia Gran a Harlem. La pel·lícula va ser nominada el 1995 per un Premi Òscar al millor Documental.
Bach descrivia com, a partir de la lectura de la pel·lícula, un nombre similar de fotògrafs feia servir el tema "Un Gran Dia a ...". Hugh Hefner va reunir músics de la zona de Hollywood per a "Un Dia Gran a Hollywood", com un avenç de "Un Dia Gran a Harlem". Poc després, "Un Dia Gran a Filadèlfia" va incloure músics com Jimmy Heath, Benny Golson i Ray Bryant. Durant la filmació de Kansas City (1996), els músics, entre els quals Jay McShann, van posar per a "Un Dia Gran a Kansas City". Un suplement de The Star-Ledger presentava "Un Dia Gran a Jersey" mentre una fotografia holandesa es va titular "Un Dia Gran a Haarlem.". El 1998, "Un dia Gran a St Paul" va ser presa per Byron Nelson.
La tendència es va estendre a altres estils de música, amb músics de blues de Houston, posant per "Un Dia Gran a Houston." "Un Dia Gran per al Hip Hop" va ser seguit per la revista XXL, amb "El Dia més Gran dins del Hip Hop." Una emissora de ràdio d'Atlanta va reunir músics per "Un Dia Gran per al Doo-Wop." Un violoncelista de Nova York, inspirat per la fotografia original i la pel·lícula, va reunir músics de cambra per "Un Dia Gran a Nova York". El The New York Post va editar "A Great Day in Spanish Harlem."
La fotografia era un punt clau de la trama a la pel·lícula La Terminal d' Steven Spielberg de 2004. Protagonitzada per Tom Hanks com a Viktor Navorski, un personatge que ve als Estats Units per a fer la biografia de Benny Golson, amb qui podria completar la col·lecció del seu pare difunt d'autògrafs dels músics retratats a la foto.

## Homenatges
- 1998: "Un Dia Gran per al Hip-Hop" — per aquesta fotografia de Gordon Parks, encarregada per la revista de XXL, 177 artistes de hip-hop es van reunir reunir a l'escala d'entrada del número 17.[7][8]
- 2004: "Un Dia Gran a Londres" — en una iniciativa inspirada en la fotografia de Kane, 50 escriptors del Carib, descendents d'asiàtics i africans, feren una contribució significativa a la literatura britànica contemporània reunida per ser fotografiada en els graons del Museu britànic a Londres.[9][10]
- 2008: "Un Dia Gran dins París" — més de 50 músics dels estats Units residents aleshores a París, França, van participar en una històrica sessió de fotos.[11] El projecte va ser iniciat per Ricky Ford, qui higué: "2008 era el 50è aniversari de la foto "Un Dia Gran a Harlem” que Art Kane havia pres el 1958 amb tots aquells músics de jazz a Harlem. Vaig pensar que seria una idea bona de fer la mateixa cosa amb els músics de jazz americans que van viure dins França. Va trigar un any a preparar-la. Van venir músics de per tot arreu a França. Philippe Lévy-Stab va prendre una foto de grup a les escales de Montmartre i Michka Saäl va començar a treballar en una pel·lícula documental sobre aquells músics."[12]
- 2016: "Un Dia Gran a Hackney" — amb l'esperit de la fotografia d'Art Kane, músics de jazz britànic van reunir-se per celebrar el 30è aniversari dels Estudis Premisses a Hackney.[13]
- 2018: "Un Dia Gran a Hollywood" — 47 escriptors negres, showrunners, actors, i productors de més de 20 espectacles originals de Netflix, les pel·lícules i documentals van ajuntar-se per crear "Un Dia Gran dins Hollywood".[14] Agafat per promoure Netflix iniciativa Netflix's Strong Black Lead initiative) Netflix també alliberat un minut el vídeo llarg dirigit per Lacey Duc i narrat per Caleb McLaughlin (Strangers Things).[15]